# Спаська Полисть (присілок)
Спаська Полисть (рос. Спасская Полисть) — присілок в Чудовському районі Новгородської області Російської Федерації.
Населення становить 132 особи. Входить до складу муніципального утворення Трегубовське сільське поселення.

## Історія
Від 2004 року входить до складу муніципального утворення Трегубовське сільське поселення.

## Населення
| 2010 |
| ---- |
| 132  |